# Tadhg Murphy
Tadhg Murphy (Dublino, 30 maggio 1979) è un attore irlandese.

## Biografia
Nato e cresciuto a Dublino, ha perso un occhio all'età di tredici anni in un incidente con l'arco; ha studiato recitazione e teatro al Trinity College, laureandosi nel 2002. Negli anni successivi ha cominciato a recitare a teatro e al cinema, esordendo sul grande schermo nel 2004 con Alexander, mentre l'anno successivo è stato candidato all'Irish Film and Television Award al miglior attore non protagonista per la sua interpretazione in Boy Eats Girl.
Molto attivo sulle scene irlandesi e britanniche, nel 2015 ha interpretato Mercuzio in Romeo e Giulietta al Gate Theatre di Dublino, mentre a Londra ha recitato in teatri di alto profilo quali il National Theatre e il Royal Court Theatre. È noto al grande pubblico per i suoi ruoli ricorrenti e da protagonista in numerose serie televisive, tra cui Arne in Vikings, Baxter in Will, Gary Cullen in Brassic e Alto in Time Bandits.

## Filmografia parziale

### Cinema
- Alexander, regia di Oliver Stone (2004)
- La leggendaria Dolly Wilde (How to Build a Girl), regia di Coky Giedroyc (2019)
- La furia di un uomo - Wrath of Man (Wrath of Man), regia di Guy Ritchie (2021)
- The Northman, regia di Robert Eggers (2022)
- Oddity, regia di Damian Mc Carthy (2024)

### Televisione
- Vikings - serie TV, 8 episodi (2013-2014)
- Black Sails - serie TV, 4 episodi (2015)
- Will - serie TV, 6 episodi (2017)
- Miss Scarlet and the Duke - serie TV, episodio 1x2 (2020)
- Absentia - serie TV, episodi 3x1, 3x2 e 3x3 (2020)
- Brassic - serie TV, 11 episodi (2019-2023)
- Conversations with Friends - serie TV, 4 episodi (2022)
- The English - serie TV, episodi 1x2 e 1x6 (2022)
- Shardlake - serie TV, episodi 1x2, 1x3, 1x4 (2024)
- Time Bandits - serie TV, 10 episodi (2024)

## Doppiatori italiani
- Alessandro Capra in Vikings